# Sarcotaces pacificus
Sarcotaces pacificus is een eenoogkreeftjessoort uit de familie van de Philichthyidae. De wetenschappelijke naam van de soort is voor het eerst geldig gepubliceerd in 1924 door Komai.